# Heterandria jonesii
Heterandria jonesii es un pez de la familia de los pecílidos en el orden de los ciprinodontiformes.

## Morfología
Los machos pueden alcanzar los 4,5 cm de longitud total y las hembras los 6 cm.

## Distribución geográfica
Se encuentran en México.